# ايفان لانغوريا
ايفان لانغوريا (بالإنجليزية: Evan Longoria)‏ (و. 1985  م) هو لاعب كرة قاعدة أمريكي، ولد في داوني، لوس أنجليس، كاليفورنيا، بدأ مشواره المهني سنة 12 أبريل 2008، مركز لعبه هو قاعدي ثالث ‏.

## التعليم
تعلم في جامعة كاليفورنيا الحكومية في لونغ بيتش
.

## روابط خارجية
- ايفان لانغوريا على موقع دوري كرة القاعدة الرئيسي (الإنجليزية)
- ايفان لانغوريا على موقعبيزبول رفرنس.كوم (الدوري الرئيسي) (الإنجليزية)
- ايفان لانغوريا على موقعبيزبول رفرنس.كوم (الدوري الثانوي) (الإنجليزية)
- ايفان لانغوريا على موقع إي إس بي إن.كوم (أم.أل.بي) (الإنجليزية)
- ايفان لانغوريا على موقع مشجعي الرسوم البيانية (الإنجليزية)